# مدمرة يو إس إس كول

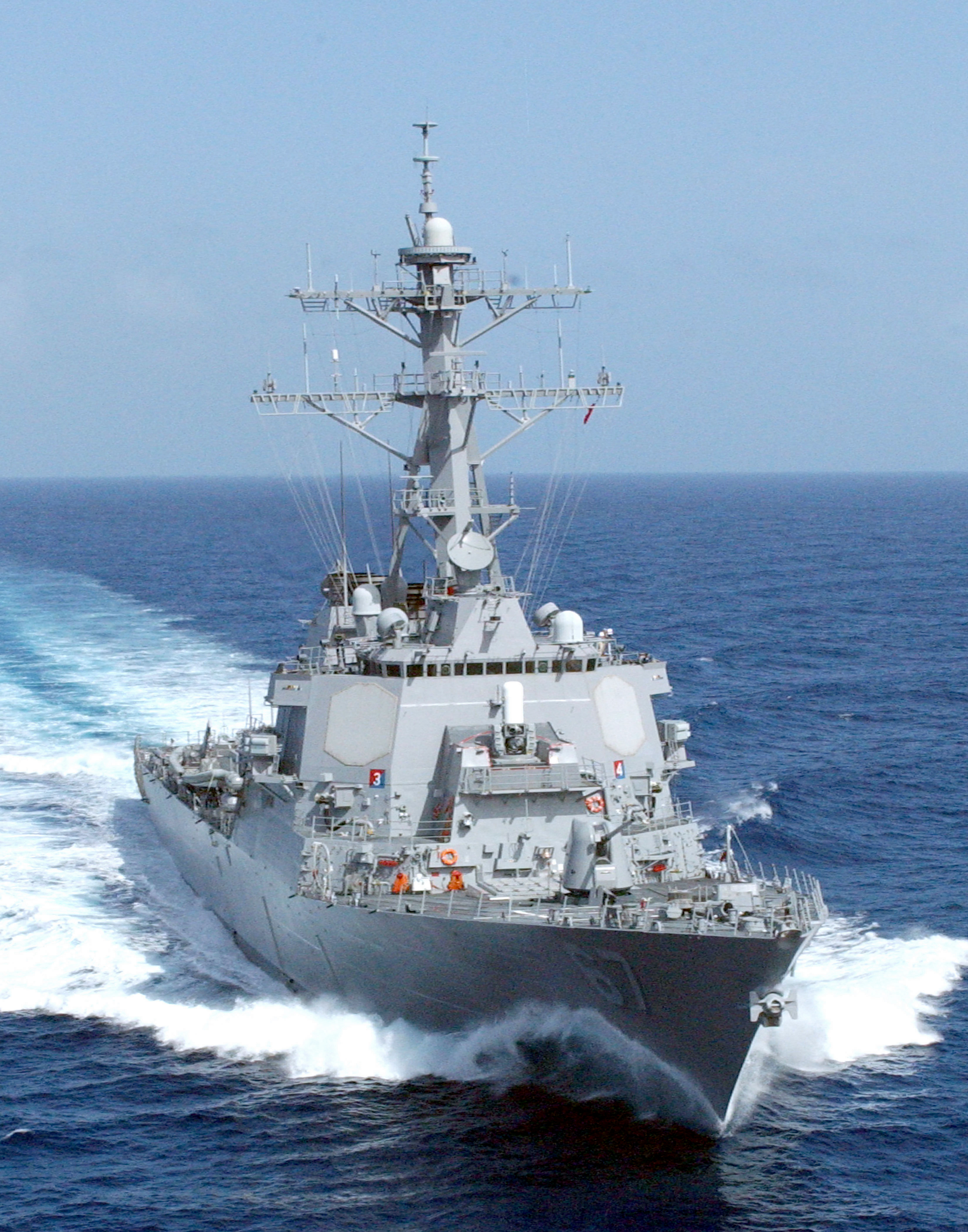
كول في بورتوريكو في 2002

يو.إس.إس كول (بالإنجليزية: USS Cole)‏ هي مدمرة أمريكية دخلت الخدمة في البحرية عام 1996، تعرضت لهجوم في 12 أكتوبر 2000 في ميناء عدن. مما أدى إلى مقتل 17 من أفراد طاقمها وجرح 39. وقد أعلن تنظيم القاعدة في ما بعد مسؤليته عن الحادث.

## تداعيات
في 1 نوفمبر 2000 منعت السلطات الأمنية هبوط طائرات عمودية أمريكية في مطار عدن، وفي 6 نوفمبر منعت سلطات المطار مروحية عسكرية أمريكية من الهبوط في ثاني حادث من نوعه خلال أسبوع وسبق لليمن أن أصدر إنذاراً للطائرات الحربية الأمريكية الأسبوع الماضي بعدم دخول أجوائه لأنها ستكون أهدافاً معادية بعد قيام إحدى المروحيات بالتحليق قرب الشواطئ ومحاولاتها الهبوط في أحد المطارات.
وبعد خمس سنوات قال الرئيس علي عبد الله صالح في 1 ديسمبر 2005 أن الولايات المتحدة الأمريكية، كانت تنوي احتلال مدينة عدن، إثر استهداف مدمرتها «يو أس أس كول» الأمريكية، إلا أنه تم منعها بالوسائل الدبلوماسية.

## أحداث
في 7 يوليو 2004 بدأت في صنعاء، محاكمة المتهمين بتفجير المدمرة الأمريكية «كول» في سواحل عدن، عام 2000.
وفي 29 سبتمبر من نفس العام قضت محكمة يمنية بإعدام المتهمَيْن الرئيسيَّين بتفجير المدمرة الأمريكية «يو. إس. إس. كول» في ميناء عدن، في 12 أكتوبر 2000. كما حكمت بالسجن على أربعة من المتهمين، لمدة راوحت بين 5 و10 سنوات.